# Seznam hrvaških filozofov
Seznam hrvaških filozofov.

## A
- Arnautović, Samir
- Arnold, Đuro

## B
- Babić, Ivan (1929-1975)
- Babić, Ivan (Imotski, 1961)
- Stjepan Bakšić (1889–1963) (teolog)
- Balić, Karlo (Lovre)
- Banić-Pajnić, Erna
- Barbarić, Damir (1952-)
- Barišić, Pavo
- Basta, Danilo
- Bauer, Antun
- Bazala, Albert
- Ivan Bekavac Basić
- Benković, Benko (16. stol)
- Petar Bodlović (1989?)
- Baltazar Bogišić (začetnik hrv. sociologije)
- Milan Bosanac (1926-1984, sociolog)
- Bošković, Ruđer Josip
- Bošnjak, Branko
- Brida, Marija
- Brujić, Branka
- Bučan, Danijel
- Boris Buden (1958-)
- Bujas, Pavao
- Burger, Hotimir (1943-2018)

## C
- Ivan Cifrić (sociolog)
- Cipra, Marijan
- Cvitanušić, Ivan
- Cvjetičanin, Veljko (sociolog)

## Č
- Čačinovič, Nadežda (slovensko-hrv. filozofinja in sociologinja)
- Čatić, Igor
- Čić, Emil
- Čović, Ante
- Čučić, Šimun
- Čvrljak, Krešimir

## Ć
- Drago Ćepulić
- Ćimić, Esad (sociolog)

## D
- Dadić, Borislav
- Despot, Blaženka (Zagreb, 1930 - 2000)
- Despot, Branko (Zagreb, 1942 - )
- Despotović, Iva
- Krištof Dombrin
- Dominis, Markantun de
- Dorotić, Andrija  (Sumartin, 1761 - 1837)
- Dragišić, Juraj (Srebrenica, 1445 - 1520)
- Dubrovčanin, Juraj (? - 1622)
- Dvorniković, Ljudevit (Zagreb, 1861 - 1933)
- Dvorniković, Vladimir (Severin na Kupi, 1888 - Beograd, 1950)

## E
- Franjo Eterović

## F
- Miroslav (Fritz) Feller
- Fiamengo, Ante (sociolog)
- Filipović, Ljiljana
- Filipović, Vladimir
- Finci, Predrag
- Flego, Gvozden
- Focht, Ivan (Sarajevo, 1927 - Zagreb, 1992)
- Frkić, Matija
- Fröchlich-Veselić, Rudolf

## G
- Golubović-Pešić, Zagorka
- Gotovac, Vlado (Imotski, 1930 - 2000)
- Gradić, Stjepan (1613 – 1683)
- Gregorić, Pavel (=Pavle Gregorić?)
- Gretić, Goran (Zagreb, 1945 -)
- Grgić, Maja
- Grgić, Filip
- Karlo Grimm (jezuit)
- Grlić, Danko
- Ivan Grubišić (sociolog religije)
- Gučetić, Nikola Vitov (Dubrovnik, 1549 - 1610)
- Boris Gunjević

## H
- Habazin, Anđelko
- Haler, Albert
- Hlad, Dragutin
- Horvat, Srećko (*1983)
- Hudoletnjak, Boris

## I
- Ivančić, Tomislav (teolog in filozof)
- Iveković, Rada

## J
- Jelašić, Franjo
- Jordan Jelić ?
- Jukić, Paskal
- Jurić, Hrvoje
- Jutronić, Dunja

## K
- Kačić Miošić, Andrija
- Rade Kalanj (sociolog)
- Kalin, Boris (1930-2023)
- Kangrga, Milan
- Vjeran Katunarić (1949) (sociolog...)
- Keilbach, Vilim
- Adrian P(redrag) Kezele
- Kopić, Mario
- (Veljko Korać - hrv.-srbski)
- Ivan Koprek
- Kovač, Srećko
- Anto Kovačević (1952-2020)
- Krešić, Andrija
- Marijan Krivak
- Mojmir Križan (1943-2012) (elektrotehnik in politični filozof)
- Krstić, Kruno
- Krupić, Safet
- Elza Kučera (1883-1972)
- Kupareo, Rajmund (1914–1996)
- Mirko Kus Nikolajev (sociolog, publicist)
- Ante Kusić
- Kušar, Stjepan
- Stipe Kutleša (fizik)
- Kuvačić, Ivan (sociolog)

## L
- Lauc, Davor
- Lelas, Srđan (1939-2003)
- Lerotić, Zvonko (politični sociolog)
- Lipovac, Petar
- Josip Lisac?
- Loparić, Željko

## M
- Macan, Ivan
- Makanec, Julije
- Mandić, Oleg (sociolog, pravnik ...)
- Marković, Franjo
- Martinović, Ignjat
- Martinović, Ivica
- Ante Marušić (1929-2021)
- Marušić, Berislav
- Marušić, Franjo
- Maštruko, Ivica (sociolog)
- Stjepan Matičević
- Medo, Antun
- Mikulić, Borislav
- Miščević, Nenad (1950-2024)

## N
- Nalješković, Augustin
- Pavao Novosel (1929-2003) (sociolog, komunikolog, politolog?)

## P
- Paić, Žarko
- Stjepan Pataki (pedag.)
- Pavić, Željko
- Pažanin, Ante
- Pejović, Danilo
- Perić, Franjo
- Petković, Tomislav
- Petras, Marijan
- Petrić, Ante
- Petrić, Frane
- Petrović, Gajo
- Pilar, Ivo
- Pleština, Dijana (sociologinja)
- Milan Polić
- Popović-Vujičić, Gordana
- Posavac, Zlatko
- Premec, Vladimir
- Snježana Prijić-Samadrdžija?
- Primorac, Igor
- Puhovski, Žarko
- Ozren Pupovac
- Vesna Pusić (sociologinja)

## R
- Stjepan Radić (filozof)
- Nino Raspudić
- Rodin, Davor
- Rotkvić, Vjekoslav

## S
- Schiffler, Ljerka (Ljerka Schiffler-Premec 1941-2016)
- Mladen Schwartz/Švarc (1947-2017)
- Marija Selak Raspudić
- Željko Senković
- Sesardić, Neven
- Spahija, Mladenko
- Spaić, Ladislav
- Stadler, Josip
- Supek, Rudi (sociolog...)
- Sutlić, Vanja (1925-1989)
- Darko Suvin
- Svitak, Ivan

## Š
- Šanc, Franjo
- Šifler-Premec, Ljerka
- Škarica, Dario
- Škorić, Gordana
- Škuljević, Željko
- Šimo Šokčević?
- Šušnjić, Đuro (sociolog)
- Šuvar, Stipe (sociolog)
- Švob, Goran  Goran Švob (1947 – 2013)

## T
- Josip Talanga
- Tkalčić, Marijan
- Dinko Tomašić (1902–1975) - sociolog
- Tomić, Stjepan
- Turić, Ivan Ante

## V
- Veljačić, Čedomil
- Veljak, Lino
- Vereš, Tomo
- Vladimirović, Paskal
- Miroslav Volf (teolog)
- Vrančić, Faust
- Vranicki, dr. Predrag
- Vrcan, Srđan (sociolog)
- Vuk-Pavlović, Pavao
- Vučetić, Marko

## Z
- Zelić Ivan
- Zenić, Boško
- Zenko, Franjo
- Zovko, Jure
- Zvonar, Ivica

## Ž
- Žarnić, Berislav
- Žmegač, Viktor
- Županov, Josip (sociolog)
- Žvan, Antun